# Ariel Sharon
Ariel Sharon (Hebreeuws: אריאל שרון, Arabisch: أرئيل شارون, Ar'il Sharoon), geboren als Ariel Arik Sheinerman (Kfar Malal, 26 februari 1928 – Ramat Gan, 11 januari 2014), was een Israëlisch militair en politicus en van 17 februari 2001 tot en met 11 april 2006 de premier van Israël.
Sharon werd in het toenmalige Britse mandaatgebied Palestina geboren. Hij maakte naam als commandant in het leger tijdens de Zesdaagse (1967) en Jom Kipoeroorlog (1973) en als minister van Defensie, waarbij hij een harde lijn doorzette tegenover de Palestijnen. In oktober 1953 werd onder zijn leiding een bloedbad aangericht in het Palestijnse dorpje Qibya. Hij werd door de Palestijnen en Libanezen ook verantwoordelijk gehouden voor de bloedbaden in Sabra en Shatila in 1982. Die werden weliswaar gepleegd door christelijke milities, maar Sharon had niet ingegrepen, alhoewel hij tot een invasie had bevolen in West-Beiroet en met zijn leger ter plaatse was. Hij kreeg soms de bijnaam "Mister Settlement" omwille van het feit dat hij het aantal Israëlische nederzettingen op de Westelijke Jordaanoever (illegaal volgens het internationaal recht) sterk uitbreidde. Sharon werd leider van de Likoedpartij in 2000. Zijn bezoek in september van dat jaar aan de Tempelberg in Jeruzalem met een leger veiligheidsmensen deed de tweede Intifada ontvlammen. 
Een jaar later, in 2001, werd hij premier van Israël.
Sharon trok in 2005 het Israëlisch leger, de politie en overige ambtenaren, alsmede alle Joodse bewoners (uiteindelijk onder dwang) uit de Gazastrook, teneinde het gebied onder zelfbestuur van de overige (niet-Joodse) Gaza-bewoners over te dragen.
Nieuwe Israëlische nederzettingen op de Westelijke Jordaanoever zouden gebouwd en uitgebreid worden en er werd verder gebouwd aan de Israëlische Westoeverbarrière.
Nadat de premier in januari 2006 een zware hersenbloeding had gekregen, verkeerde hij in comateuze toestand. Sharon kwam in een voortdurende vegetatieve status terecht en werd uit zijn premierschap ontheven. Tot zijn dood in 2014 ontwaakte hij niet meer.

## Familie
Ariel Sharon was sinds 2000 voor de tweede maal weduwnaar – Lily, de zus van Margalith (zijn eerste vrouw, die omkwam bij een auto-ongeluk), werd zijn tweede echtgenote – en moeder van drie zonen. Zijn tweede zoon, Omri, was parlementslid en de jongste, Gilad, econoom en zakenman. De oudste, Goer, kwam in 1967 (op 11-jarige leeftijd) om bij een wapenongeluk. Gilad woont op Sharons boerderij en was met zijn vader een verdachte in een corruptiezaak (zie verder bij "Politieke loopbaan").

## Militaire loopbaan
Ariel Sharon bereikte de rang van generaal in het Israëlisch defensieleger (IDF) en diende onder meer in de oorlogen van 1967 en 1973.
In 1942, op veertienjarige leeftijd, ging hij bij de Haganah, de Joodse voorloper van het IDF. Toen in 1948 de staat Israël uitgeroepen werd, was Sharon aanvoerder van een peloton van de Alexandroni-brigade. Hij raakte gewond in de Tweede slag bij Latrun. In 1951 begon hij met een studie geschiedenis en cultuur van het Midden-Oosten aan de Hebreeuwse Universiteit van Jeruzalem. Anderhalf jaar later, in 1953, werd hij door David Ben Gurion gevraagd om terug te keren naar het leger en hoofd te worden van een speciale nieuwe eenheid 'Unit 101'.
Daarmee voerde Sharon in 1953 een aanval uit op het vluchtelingenkamp El-Bureij in de Gazastrook, en werd in oktober een bloedbad aangericht in het Palestijnse dorpje Qibya. Bij die aanval werden meer dan zestig Palestijnse burgers door de eenheid van Sharon gedood. Eenheid 101 werd later samengevoegd met een andere eenheid, die doorging met het aanvallen van toenmalig Jordaans grondgebied.

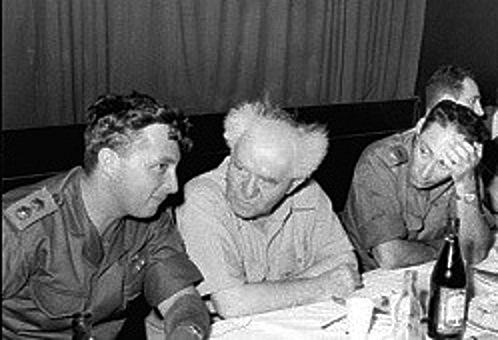
Sharon (links) met David Ben-Gurion (midden) in 1957

Een incident in de Suezcrisis van 1956, waarbij Sharon tegen zijn orders inging om de Mitlapas te veroveren, kostte aan veertig soldaten van zijn eenheid het leven. Sharon wachtte hier niet op versterkingen, maar besloot meteen aan te vallen. Het voorval wordt door veel commentatoren gezien als tekenend voor een karaktertrek van Sharon: impulsiviteit. De aanval mislukte, en dat schaadde zijn carrière een aantal jaren.
Van 1958 tot 1962 was Sharon commandant van een infanteriebrigade en studeerde hij tegelijkertijd rechten aan de Universiteit van Tel Aviv. Tijdens de Zesdaagse Oorlog in 1967 klom Sharon op tot generaal. Hij leidde een belangrijke divisie in gevechten om de Sinaï. In 1969 werd Sharon hoofd van het Zuidelijke Commando van het Israëlisch leger, waarbij hij ook verantwoordelijk was voor de Israëlische bezetting van de Gazastrook.
Tijdens de Jom Kipoeroorlog in 1973 lukte het Sharon een doorbraak door het Egyptische front te forceren en daarna het Suezkanaal over te steken, waarbij hij weer militaire orders negeerde: hij drong een heel eind Egypte binnen. Deze actie werd beschouwd als beslissend voor de afloop van de oorlog met Egypte en maakte van hem een oorlogsheld in de ogen van veel Israëliërs. In februari 1974 verliet hij het leger.

## Politieke loopbaan
Na zijn afzwaaien richtte Sharon een politieke partij op: Shlomzion (= Vrede voor Zion). Zijn programma: van Jordanië een Palestijnse staat maken. Een groot succes werd het niet: bij de verkiezingen van 1977 behaalde ze twee zetels in de Knesset, het Israëlisch parlement. Sharon werd echter opgenomen in de rechtse coalitie van Menachem Begin. Zijn partij ging al snel in de Likoedpartij op.
Van 1977 tot 1981 was Sharon minister van Landbouw en van 1981 tot 1983 van Defensie.

### Sabra en Shatila

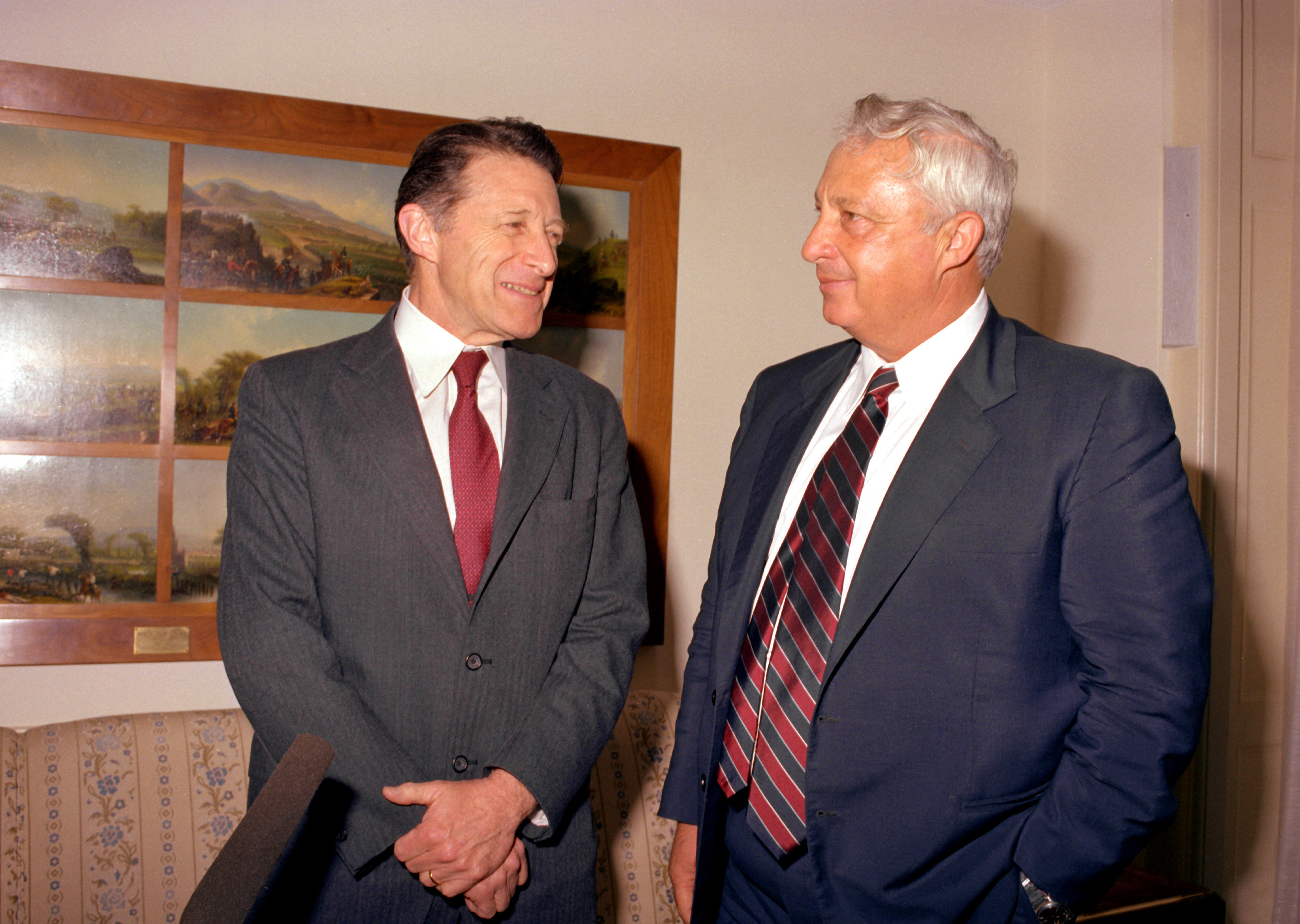
Sharon (rechts), met de Amerikaanse minister van Defensie Caspar Weinberger

Onder zijn ministerschap viel Israël in 1982 het zuiden van Libanon binnen om daar bases van Palestijnse milities aan te vallen. Sharon gaf de falangisten de vrije hand in de Palestijnse vluchtelingenkampen Sabra en Shatila. Die werden omsingeld door het Israëlische leger, zodat de vluchtelingen niet weg konden. De Falangisten, sinds 1978 getraind door Israël, vermoordden naar schatting van het Rode Kruis zo'n 2750 personen (andere schattingen zijn 460 tot 3500 doden), onder wie veel vrouwen en kinderen.
Een Israëlische onderzoekscommissie – de commissie-Kahane – oordeelde dat Sharon indirect schuldig was, voornamelijk wegens nalatigheid. Hij moest dan ook aftreden als minister van Defensie, en bleef slechts aan als minister zonder portefeuille in het Kabinet-Begin. Het voorval leverde blijvende schade op voor de reputatie van Sharon. In 2002 klaagde een rechter in België hem aan voor oorlogsmisdaden. België had een Genocidewet, waardoor elke oorlogsmisdaad, waar ook ter wereld gepleegd, in dat land voor de rechter kon worden gebracht. Na het wijzigen van de wet, voornamelijk onder Amerikaanse en Israëlische druk, waardoor er voor een aangifte een band met België aangetoond dient te worden, werd de zaak tegen Sharon in juni 2002 niet-ontvankelijk verklaard.

### Andere ministerposten
Van 1983 tot 1984 was Sharon minister zonder portefeuille. Van 1984 tot 1990 minister van handel en industrie, van 1990 tot 1992 van huisvesting. Onder zijn leiding werden vele huizen gebouwd voor Israëlische kolonisten op de Westelijke Jordaanoever en de Gazastrook. Tijdens de regering van Yitzhak Rabin was Sharon geen minister, maar hij keerde in 1996 terug onder Benjamin Netanyahu als minister van Infrastructuur (tot 1998). Van 1999 tot 2000 was hij minister van Buitenlandse Zaken. Hierna werd hij leider van de Likoedpartij.

### Tweede Intifada
Op verkiezingscampagne op 28 september 2000 bezocht Sharon de Westmuur en de Tempelberg (de heiligste plaats in het jodendom), waaronder de Al-Aqsamoskee en de Rotskoepel. Hij werd hierbij omringd door zo'n duizend veiligheidsagenten. Palestijnen op de Tempelberg begonnen hierop met demonstraties waarbij met stenen gegooid werd. Vier van hen werden de dag daarop neergeschoten. De tweede Intifada was hiermee een feit. Deze zou vijf jaar duren.

### Premierschap

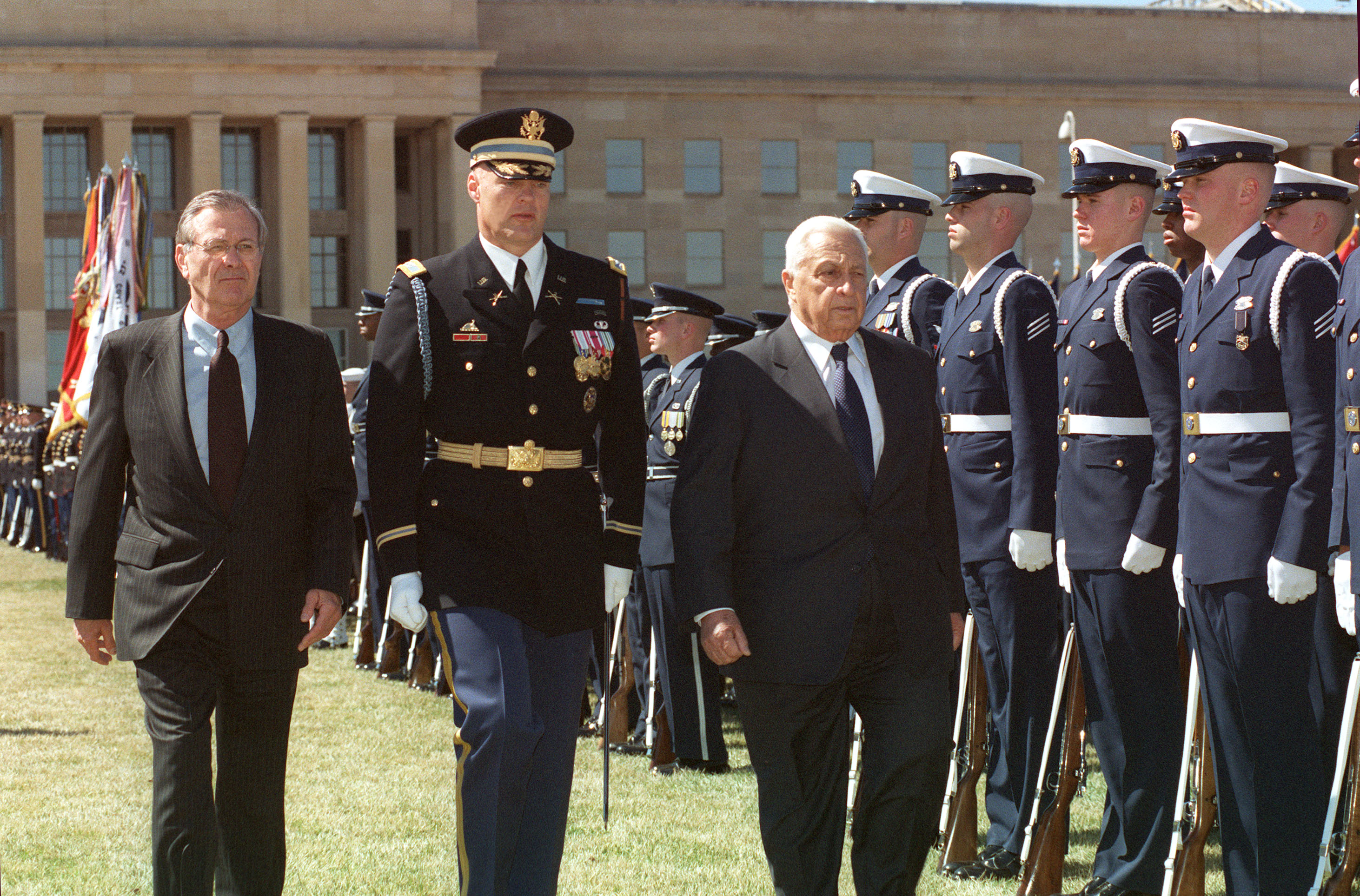
Sharon (rechts) met de Amerikaanse minister van Defensie Donald Rumsfeld

In 2001 werd Sharon in de laatste directe premiersverkiezingen van de staat Israël verkozen tot minister-president. Hij ging een brede, rechtse coalitie aan met de Arbeidspartij-Meemad en twee ultraorthodoxe partijen.
Daartussenin, meer bepaald in 2002, was hij ook even minister van Binnenlandse Zaken.
Zijn tweede regering vormde hij na een verkiezingsoverwinning via het lijstsysteem, waar men in Israël inmiddels op was teruggevallen. De regering-Sharon II bestond aanvankelijk uit de Likoed (40 zetels), de seculiere Shinuipartij (15 zetels), de Nationale Unie (7 zetels) en de NRP (6 zetels).
Gedurende 2004 werden achtereenvolgens de Nationale Unie en Shinui uit de regering gezet. De eerste was tegen het plan-Sharon voor terugtrekking uit de Gazastrook, de tweede stemde tegen de begroting voor 2005. Ook parlementsleden van zijn eigen partij en de NRP lagen dwars bij het plan tot terugtrekking uit de Gazastrook. Een NRP-minister stapte op en een Likoedminister werd ontslagen. In december werden ook de ministers van Shinui uit de coalitie gezet, nadat deze fractie tegen de begroting van de regering-Sharon gestemd had. Begin 2005 slaagde Sharon erin zijn minderheidsregering een nieuwe meerderheid te geven. De Israëlische Partij van de Arbeid-Meemad (19 zetels), trad opnieuw toe tot de regering. De alliantie Verenigd Thora Jodendom (5 zetels) viel uit elkaar over de toetreding tot de coalitie toen de ene fractie, Agoedat Jisraël, tot de regering toetrad (onderminister met eigen portefeuille) en de andere, Degel Hathora, slechts op proef in de coalitie zitting nam.

### Onderzoek naar corruptie
Op 28 maart 2004 diende de Israëlische staatsadvocate Edna Arbel een ontwerpaanklacht in tegen premier Ariel Sharon bij procureur-generaal Menachem Mazuz ('Mani') met het advies Sharon aan te klagen wegens corruptie. Sharon werd verdacht van het aannemen van steekpenningen van een bevriend zakenman, en dit in ruil voor hulp bij een internationaal project van diezelfde zakenman, waarbij ook Sharons zoon betrokken zou zijn. De meeste overtredingen zou Sharon gedaan hebben in zijn voormalige functie als minister van Buitenlandse Zaken in de regering-Netanyahu. Op 15 juni 2004 verklaarde het Israëlische hooggerechtshof de zaak echter niet ontvankelijk wegens gebrek aan bewijs.
Op 28 augustus 2005 werd Sharons zoon Omri officieel in beschuldiging gesteld voor corruptie. Hij werd verdacht van het opzetten van fictieve bedrijven om illegale bijdrages aan de verkiezingscampagne in 1999 van zijn vader te verbergen. Tijdens die verkiezingen won Ariel Sharon het voorzitterschap van de Likoedpartij en werd hij haar kandidaat om eerste minister te worden. Omri Sharon werd veroordeeld tot negen maanden gevangenisstraf.

### Gazaplan

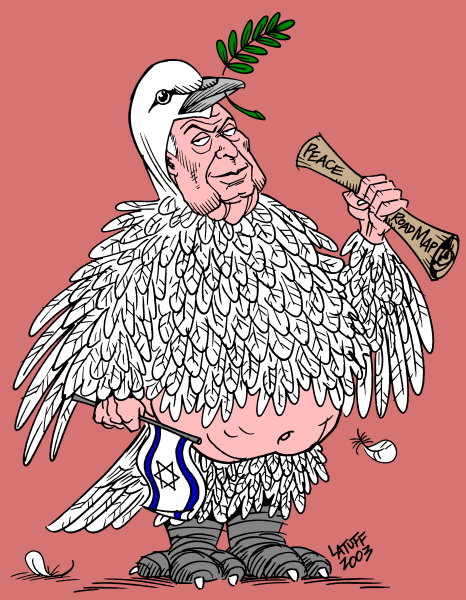
Cartoon van Carlos Latuff over het plan voor vrede van Sharon

Op 4 februari 2004 publiceerde Sharon een plan dat grotendeels de terugtrekking van Israël uit de Gazastrook beoogde, omdat hij stelde dat aan een onafhankelijke Palestijnse staat niet viel te ontkomen. De ongeveer 7500 kolonisten die er woonden moesten verplicht vertrekken. Het plan voorzag ook in de opgave van vier nederzettingen op de Westelijke Jordaanoever, maar tevens de annexatie van zes nederzettingen. Toenmalig Amerikaans president George W. Bush steunde het plan.
In Israël werd het plan echter met gemengde gevoelens ontvangen: volgens peilingen was een ruime meerderheid van de bevolking vóór ontruiming, maar de machtige kolonistenbeweging was furieus tegen het plan.
Een raadgevend referendum van de leden van Sharons Likoedpartij op 2 mei 2004 wees het plan af. Op de dag van het referendum werden in de Gazastrook een zwangere Israëlische en haar vier dochtertjes van respectievelijk 11, 9, 7 en 2 jaar bij een aanslag vermoord. Peilingen die vooraf werden gehouden wezen op een waarschijnlijke, doch aanzienlijk kleinere, nederlaag voor Sharon. Na het afkeuren door zijn partijleden en enig beraad, besloot Sharon hoe dan ook zijn plannen door te zetten. Dit besluit leidde tot een regelmatige ondermijning van de regering in de Knesset.
Sharon werd door deze actie door veel kolonisten en ultraorthodoxe joden als een 'verrader' gezien. Permanente bewaking was noodzakelijk, niet alleen tegen aanslagen door Palestijnen, maar evengoed om Sharon te beschermen tegen een mogelijke aanslag van een rechtse Israëliër.
Op 26 oktober 2004 werd in de Knesset over het plan gestemd. Het "plan-Sharon" voor de volledige ontruiming van de Gazastrook van Israëlische nederzettingen en van het noordelijkste gedeelte van Samaria werd aangenomen met 67 stemmen voor, 45 stemmen tegen en 7 onthoudingen. Direct na de stemming werden een minister en een onderminister van zijn partij ontslagen, omdat zij tegen die terugtrekking hadden gestemd.
In de zomer van 2005 werd Sharon vervloekt tot de dood door enkele ultrarechtse rabbijnen. Een zogenaamd pulsa denura (Aramees voor vuurslag) werd over hem uitgesproken.

### Kadima
Eind 2005 stapte Sharon uit de Likoedpartij en richtte een nieuwe partij op, Kadima (Hebreeuws voor "voorwaarts") geheten. Deze kreeg de steun van Shimon Peres, die de verkiezing om het leiderschap van de Arbeiderspartij verloren had. In januari 2006 kreeg Kadima in de peilingen steun van ongeveer 40% van de kiezers. De verkiezingen voor de Knesset waren op 28 maart 2006. Daar behaalde de partij 29 zetels: slechter dan verwacht. Maar Kadima werd alsnog de grootste partij in Israël. Sharon was echter geen kandidaat voor de Knesset bij deze verkiezingen, omdat hij zijn kandidatuur niet kon stellen omwille van zijn comateuze toestand.

## Laatste levensjaren en dood
Op 17 december 2005 kreeg Sharon een lichte beroerte en werd hij voor korte tijd opgenomen. Nog geen maand later, op 4 januari 2006, werd hij nogmaals opgenomen in het Hadassah-ziekenhuis in Jeruzalem, ditmaal met een ernstige hersenbloeding. Pas na een operatie van zeven uur werd de bloeding gestopt. Twee dagen later, op 6 januari, kreeg Sharon echter opnieuw een hersenbloeding en werd hij nogmaals geopereerd. Hij werd drie dagen in een kunstmatige coma gehouden om de druk op zijn hersenen te kunnen verlagen.
Op 9 januari 2006 werd Sharon bijgebracht. Hij kon zelfstandig ademen en reageerde op pijnprikkels in zijn rechterzijde. Hij opende zijn ogen echter niet en kwam niet bij bewustzijn. Sharon onderging een nieuwe operatie op 15 januari, waarbij hij een tracheotomie onderging. Sindsdien is Sharon niet meer bij kennis geweest, maar hij werd wel in leven gehouden.
Ehud Olmert nam zijn taken sinds 4 januari waar. Op 11 april 2006 werd door de Israëlische regering officieel besloten dat het premierschap van Sharon eindigde. Hij werd permanent ongeschikt verklaard om zijn ambt uit te oefenen, omdat hij sinds 4 januari in coma lag. De Israëlische wet bepaalt dat in een dergelijk geval binnen honderd dagen een permanente vervanger moet worden aangewezen. Daarom werd Olmert officieel de opvolger van Ariel Sharon als eerste minister van Israël.
Op 28 mei 2006 werd Sharon van het Hadassah-ziekenhuis overgeplaatst naar een kliniek in Tel Aviv, waar men hem langdurige zorg kon bieden. De kans dat hij uit zijn coma zou ontwaken, werd erg klein geacht. Volgens medisch specialisten was door de beroerte zijn cognitieve vermogen aangetast. Op 12 november 2010 werd Sharon uit de kliniek naar huis overgebracht om sindsdien thuis verzorgd te worden. Op 1 januari 2014 liet de Israëlische krant Haaretz weten dat de toestand van Ariel Sharon verslechterde en dat hij de dood nabij was. Hij overleed uiteindelijk tien dagen later, op 11 januari 2014, na acht jaar in coma te hebben gelegen.

## Trivia
- Ariel Sharon was ook bekend onder het verkleinwoord van zijn naam: Arik (Hebreeuws: אַריק).